# 5-й піхотний полк (Австро-Угорщина)
5-й Угорський піхотний полк «Барона Клобучара» (нім. k.u k. Ungarisches Infanterieregiment Nr. 5, IR 5) — піхотний полк Спільної армії Збройних сил Австро-Угорщини.

## Історія
Полк був утворений в 1762 р.
Штаб–квартири: Мукачево (до 1860), Відень (1873), Егер (1903–1907), Пряшів (1908–1914). Округ поповнення № 5 Сату-Маре на території 6-го армійського корпусу.
У 1873 році штаб полку був дислокований у Відні, а командування поповненням і резервний батальйон Сату-Маре. У 1903 році полк дислокувався в Егері, за винятком 4-го батальйону, який комплектувався в Прієполі. У 1909 р. командування полку разом з 1-м батальйоном дислокувалося в Пряшові, 2-й батальйон — у Списька Нова Весь, 3-й батальйон — у Сату-Маре, 4-й — у Сабинові.
У 1910–1914 роках командування полку разом з 1-м батальйоном дислокувалося в Пряшові, 3-й батальйон в Сату-Маре, 4-й батальйон в Сабинові, а 2-й батальйон був в Рогатицях.

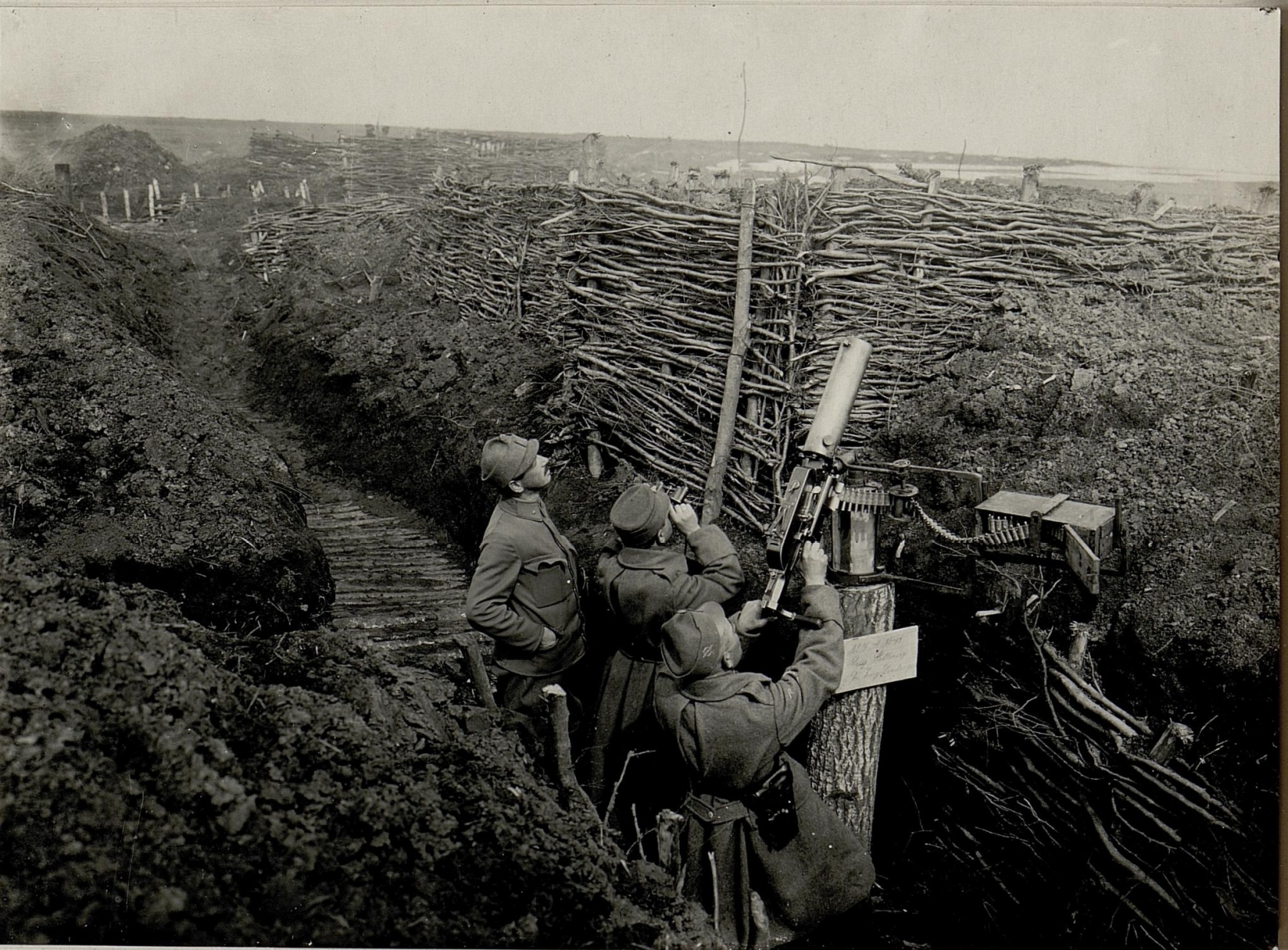
Бійці 5-го піхотного полку ведуть вогонь з кулемету по ворожій авіації, 1916.

Своє свято полк відзначав 24 червня, в річниці битви при Кустоці (1866).

## Склад
- 1-й батальйон (1903: Егер, 1904—1905: Прієполє, 1906—1907: Рогатиця, 1908—1914: Пряшів);
- 2-й батальйон (1903—1907: Егер, 1908—1909: Списька Нова Весь, 1910—1914: Рогатиця);
- 3-й батальйон (1903—1914: Сату-Маре);
- 4-й батальйон (1903: Прієполє, 1904—1907: Егер, 1908—1914: Сабинів).[1]

Національний склад (1914):
- 58 % — угорці;
- 39 % — румуни;
- 5 % — інші національності.[1]

## Почесні шефи
- 1851—1864: фельдмаршал-лейтенант Франц Людвіг фон Ліхтенштейн;
- 1864—1870: фельдмаршал-лейтенант Густав Генріх Вецлар фон Планкенштерн;
- 1864—1886: король Баварії Людвіг ІІ;
- 1888—1889: король Португалії Луїш I;
- 1889—1904: фельдцехмейстер Теодор Браумюллер фон Таннбрук;
- 1904: генерал кавалерії Вільгельм фон Клобучар.

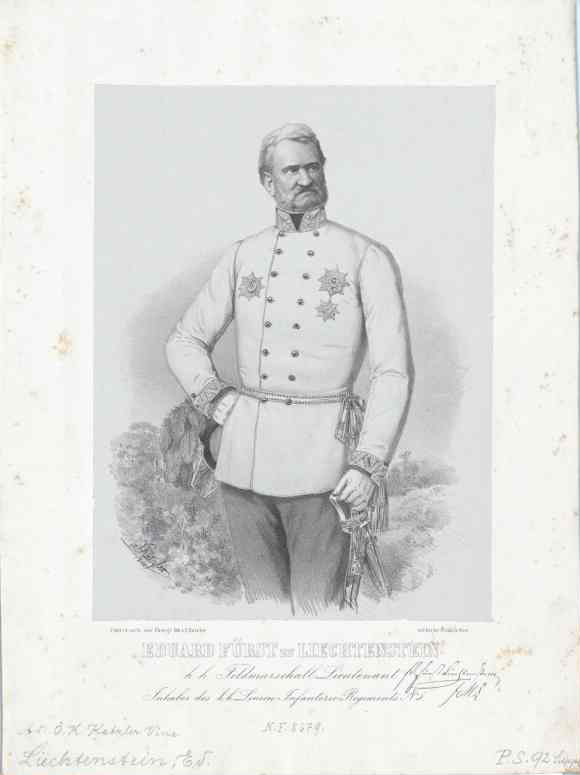
Фельдмаршал-лейтенант Франц Людвіг фон Ліхтенштейн
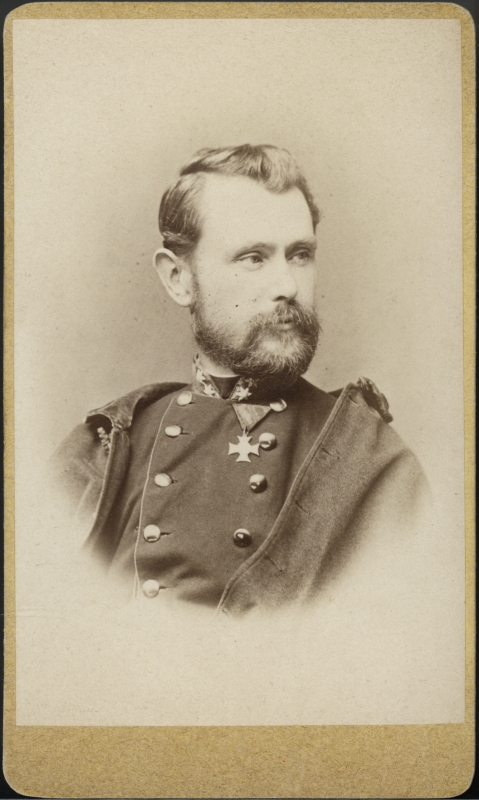
Фельдцехмейстер Теодор Браумюллер фон Таннбрук

## Командування
- 1860: полковник Карл Аппіано;
- 1873: полковник Конрад Медерер;
- 1903—1907: полковник Симон Швердтнер фон Швертбург;
- 1908—1909: полковник Віктор Халвар;
- 1910—1912: полковник Генріх Понграц;
- 1913—1914: полковник Лоренц Фрауенбергер.[1]

## Підпорядкування
У 1914 році полк (без 2-го батальйону) входив до складу 29-ї піхотної бригади 15-ї стрілецької дивізії, а окремий 2-й батальйон підпорядковувався командиру 7-ї гірської бригади 1-ї піхотної дивізії.

## Однострій

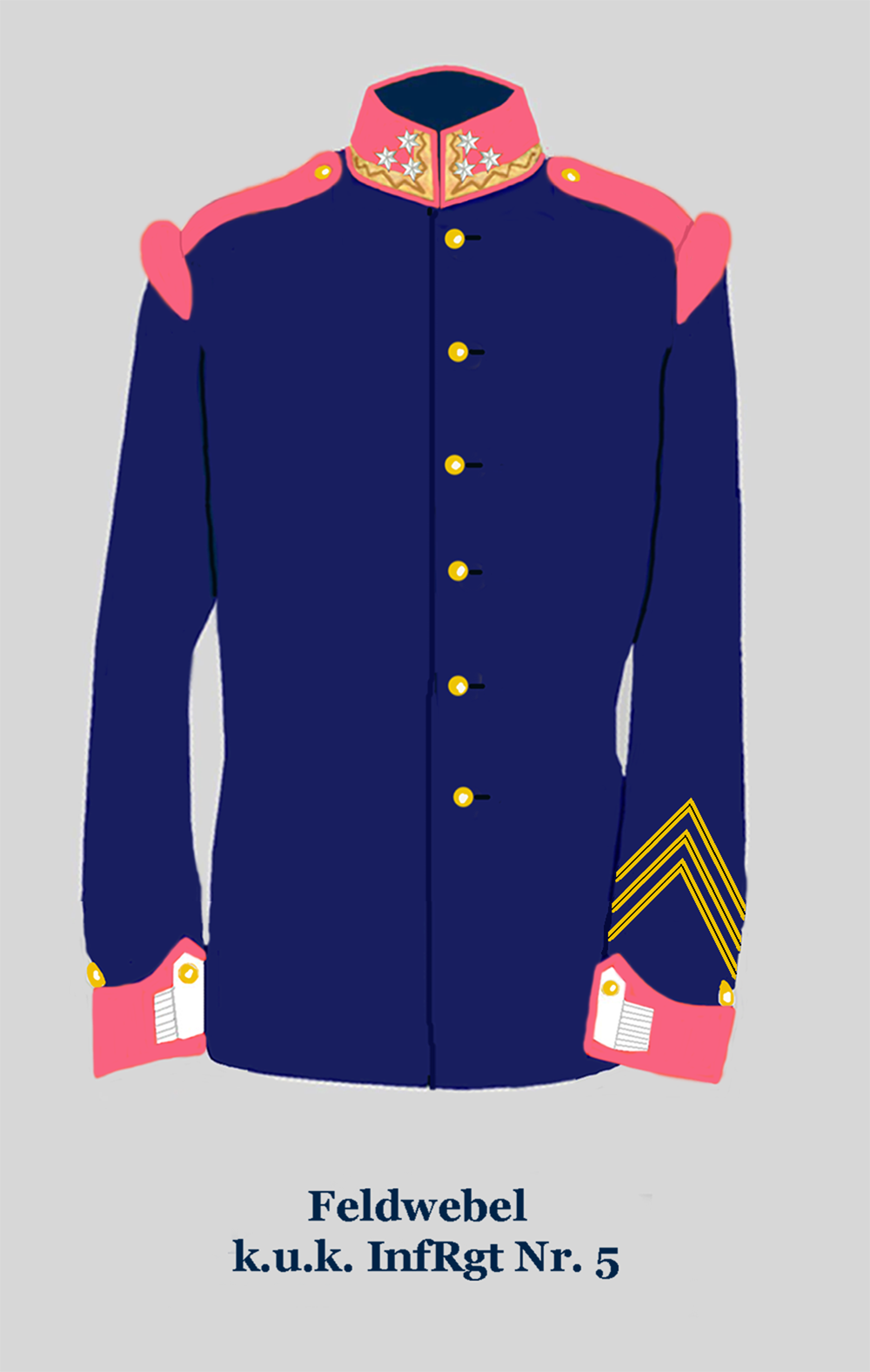
Мундир фельдфебеля 5-го піхотного полку.
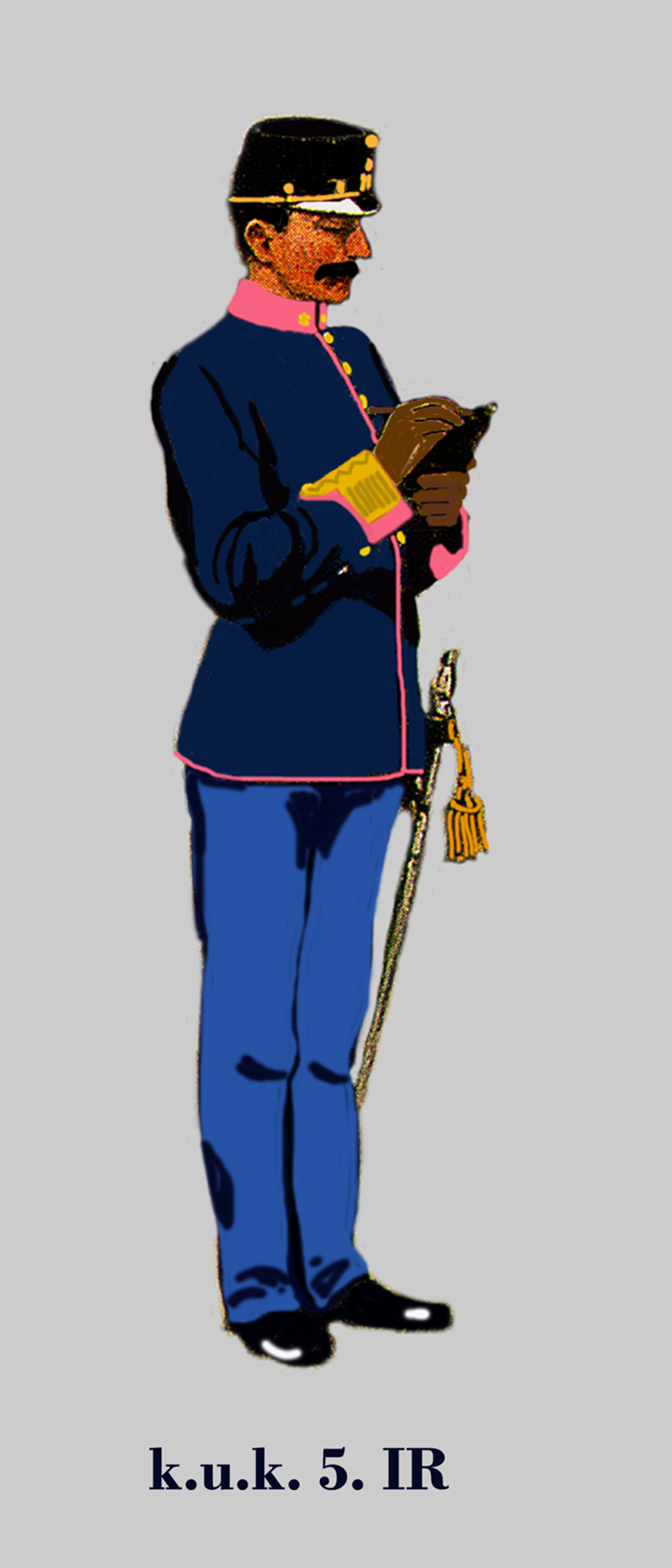
Лейтенант 5-го піхотного полку в парадній формі одягу.
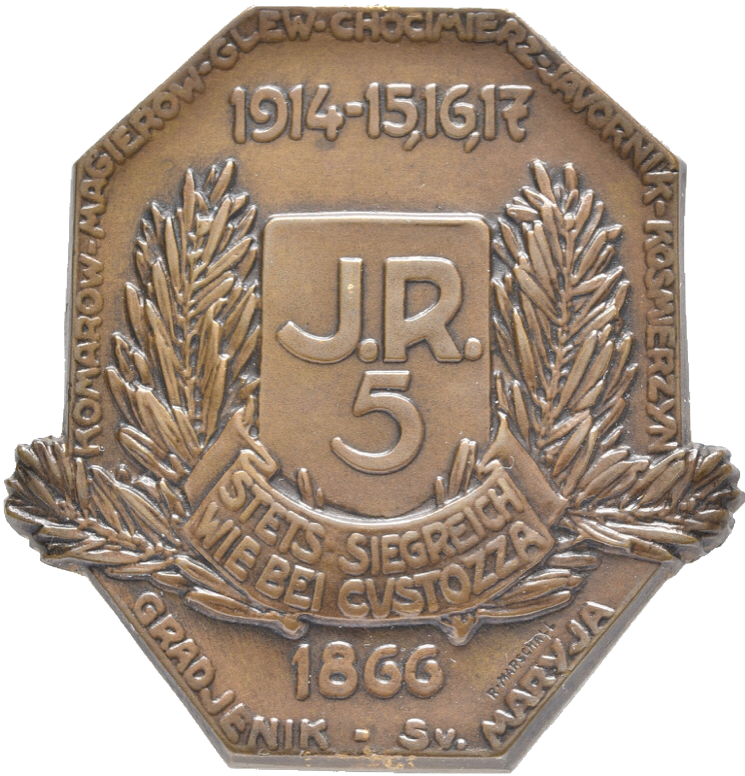
Каппен 5-го піхотного полку. В честь битви при Кустоці (1866).
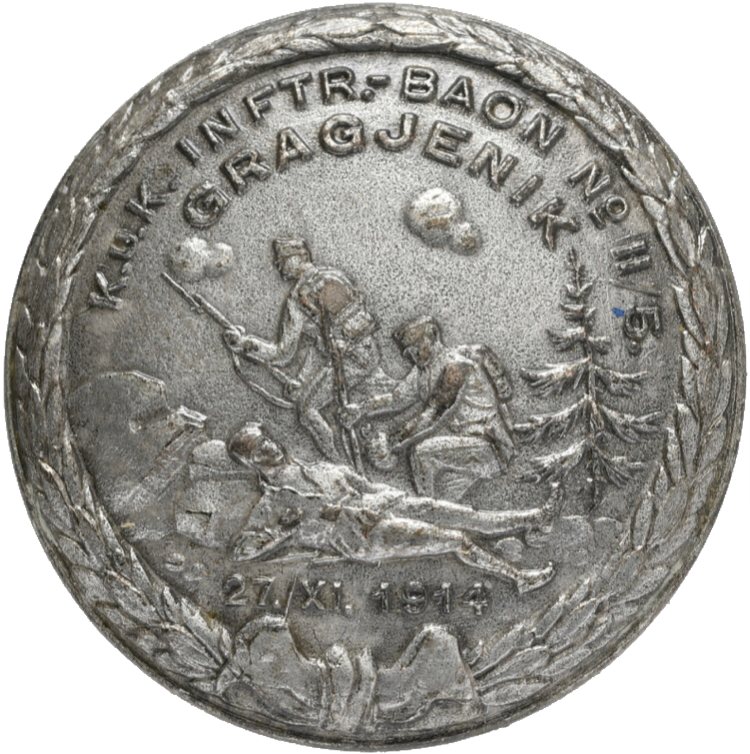
Каппен 2-го батальйону 5-го піхотного полку.
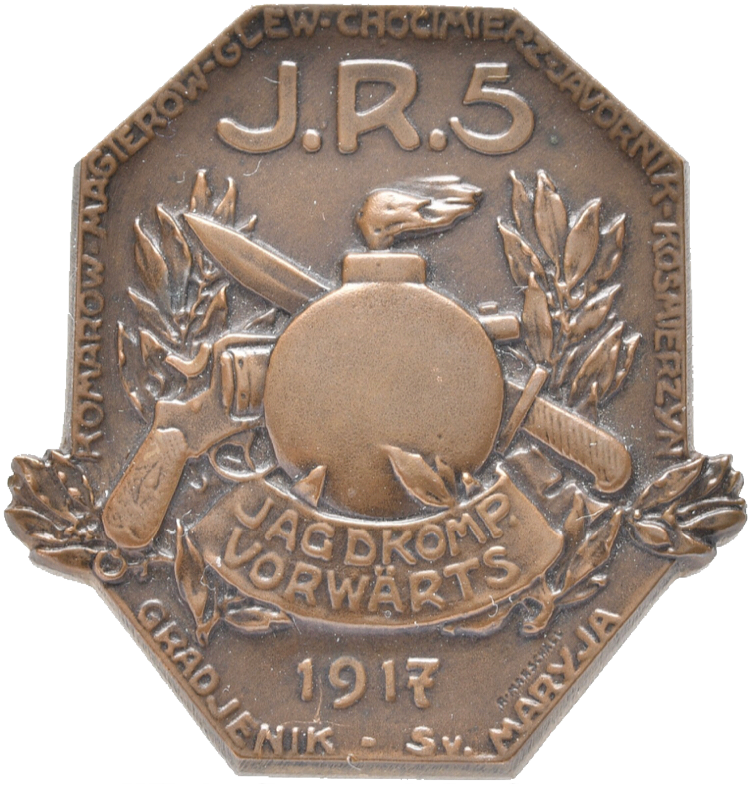
Каппен 5-го піхотного полку.